# 4-氨基-3-甲基-1-萘酚
4-氨基-3-甲基-1-萘酚是一种合成甲萘醌类似物。它于1950年被命名为维生素K7，当时它被认为是具有维生素K活性的化合物。
它可由2-甲基萘或甲萘醌制成。与盐酸形成结晶盐酸盐（C11H11NO·HCl）。 75°C 时，至少 1 克盐溶解在 25 毫升水中。暴露在空气和光线下，盐会变成粉红色到深紫色。
与叶绿醌和甲萘醌等不同，4-氨基-3-甲基-1-萘酚或其盐酸盐尚未用作维生素K的商业药用形式。